# إسماعيل باشا العظم
إسماعيل باشا العظم هو سياسي عثماني سوري، كان واليًا لدمشق وأميرًا للحج بين عامي 1725 و1730، ثم واليًا على كريت عامي 1731 و1732. رسخ مركز آل العظم ونفوذهم السياسي، فعُين عدة أفراد منهم فيما بعد ولاة لدمشق وطرابلس وصيدا.
هو ابن إبراهيم باشا وشقيق سليمان باشا العظم، ووالد كل من أسعد باشا العظم وسعد الدين باشا العظم، وتُنسب إليه المدرسة الإسماعيلية في سوق الخياطين، التي أُسست سنة 1141 هجرية، وبنى الطابق السفلي منها إسماعيل باشا العظم، بينما بنى العلوي ابنه أسعد باشا.

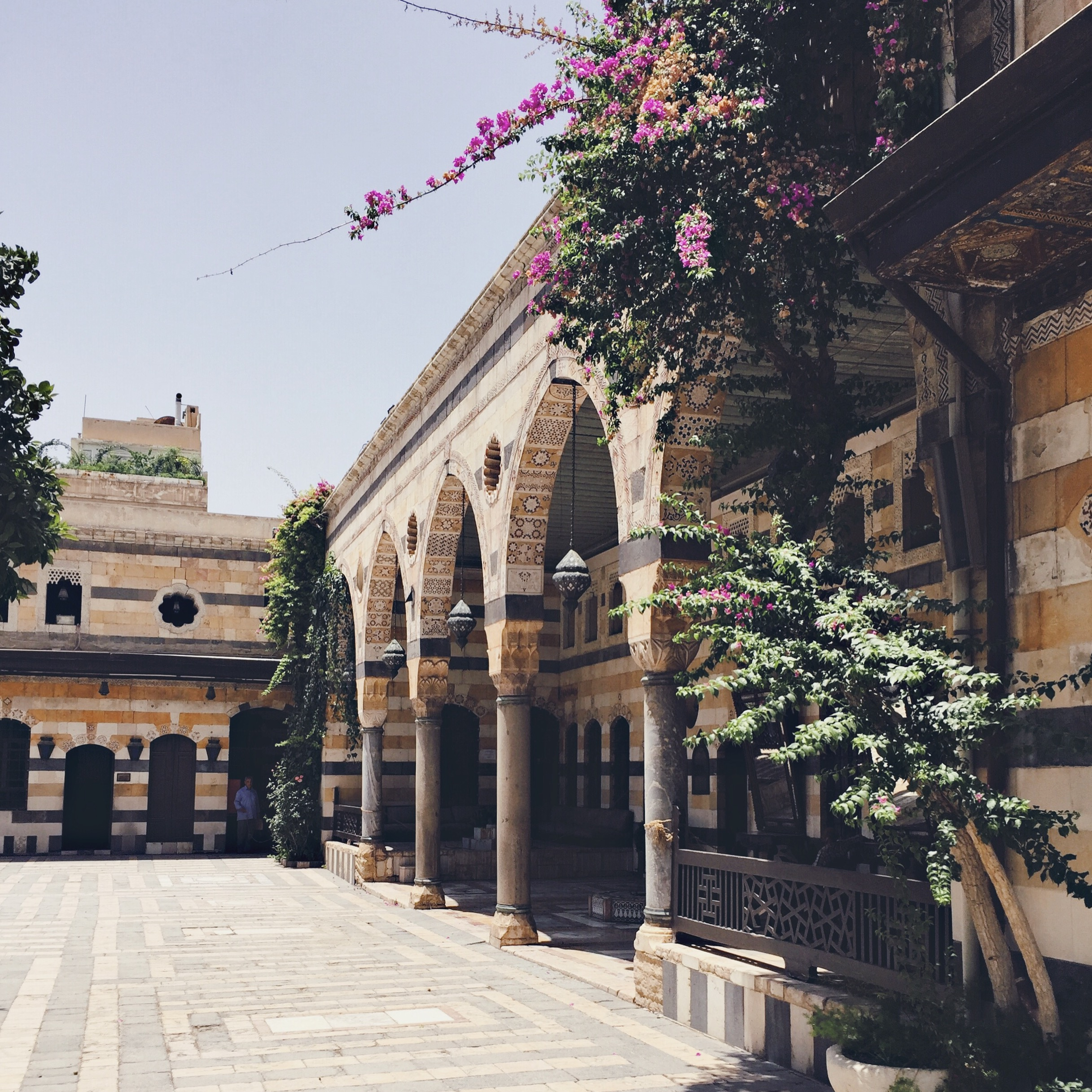
قصر العظم في دمشق

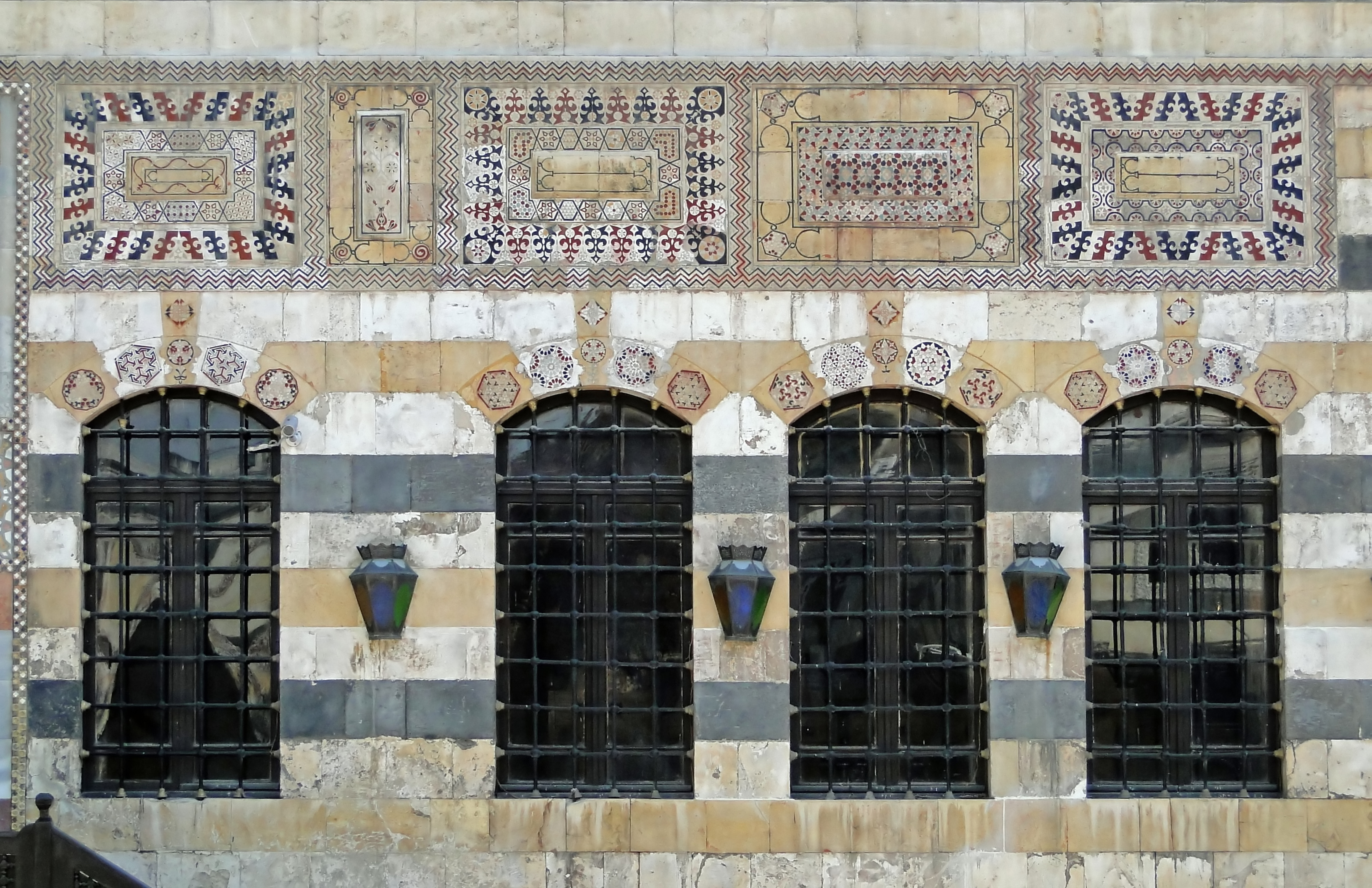
قصر العظم